# فرودگاه سلکیرک/کیندی
فرودگاه سلکیرک/کیندی (به انگلیسی: Selkirk/Kindy Airstrip) یک فرودگاه همگانی است که یک باند فرود چمن و برف دارد و طول باند آن ۹۱۴ متر است. این فرودگاه در کشور کانادا قرار دارد و در ارتفاع ۲۰۹ متری از سطح دریا واقع شده است.